# Xiloxochititán
Xiloxochititán är en ort i Mexiko.   Den ligger i kommunen Zautla och delstaten Puebla, i den sydöstra delen av landet, 160 km öster om huvudstaden Mexico City. Xiloxochititán ligger 2 369 meter över havet och antalet invånare är 130.
Terrängen runt Xiloxochititán är huvudsakligen kuperad, men åt sydost är den platt. Runt Xiloxochititán är det ganska tätbefolkat, med 72 invånare per kvadratkilometer. Närmaste större samhälle är Zaragoza, 12,3 km nordost om Xiloxochititán. Trakten runt Xiloxochititán består till största delen av jordbruksmark.